# Fangchenggang
Fangchenggang (pinyin Fángchénggǎng) – miasto o statusie prefektury miejskiej w południowych Chinach, w regionie autonomicznym Kuangsi. Prefektura miejska w 1999 roku liczyła 770 931 mieszkańców.
Do miasta należy port morski Fangcheng.

## Handel zagraniczny
Magazyn China Customs opublikował listę "100 najlepszych miast zagranicznego handlu w Chinach" 2018 Fangchenggang zajęło 45. miejsce z całkowitym wynikiem 71,4/100 punktów, co oznacza wzrost o 48 miejsc w porównaniu z ubiegłym rokiem.
W pierwszej połowie 2019 roku rozwój handlu zagranicznego miasta Fangchenggang był stabilny, a struktura handlu zagranicznego była nadal optymalizowana, a jakość i efektywność nadal się poprawiała. Łączna wartość importu i eksportu handlu zagranicznego wyniosła 37,19 mld juanów, co stanowi wzrost o 14,2% w porównaniu z ubiegłym rokiem.

## Transport

### Kolej towarowa
Fangchenggang po raz pierwszy uruchomił pociąg kontenerowy z gipsem do Litang. 17 sierpnia 21-wagonowy pociąg kontenerowy został wysłany ze stoczni towarowej dworca kolejowego Huangchengyu do miejscowości Litang w prowincji Syczuan.  Wcześniej większość produktów, takich jak kamień gipsowy, była transportowana drogą do miejscowości Litang.

## Miasta partnerskie
- Polska: Rzeszów (od 2012 roku)[5].